# Maria Machteld van Sypesteyn
Maria Machteld van Sypesteyn (Haarlem, 28 de març de 1724 – Heemstede, 26 d'abril de 1774) fou una pintora neerlandesa del segle xviii.

## Biografia
Sypesteyn era la filla de l'alcalde de Haarlem, Cornelis Ascanius van Sypesteyn (1694-1744), i Maria de Lange (1696-1744). Va ser alumna de la pintora de miniatures Henriëtta van Pee, a qui va conèixer probablement a través del seu pare, que era regent del complex Proveniershuis, on Henriëtta residia. És coneguda per les seves miniatures sobre ivori a la manera de la seva mestra.
Va contreure matrimoni amb Pieter van Schuylenburch, heer van Moermont en Renesse (1714-1764) el 9 de juliol de 1743 a La Haia, encara que la parella va viure a Haarlem, on el seu marit va ser alcalde en la dècada del 1760. Mort el marit, relativament jove, el 1764, el 1767 ella es va tornar a casar amb David van Lennep, que va contractar Jurriaan Andriessen per pintar les decoracions de les parets de la nova llar, «Huis te Manpad», amb paisatges arcàdics per a la seva dona.
Sypesteyn va morir a Heemstede i va ser enterrada a St. Bavochurch. La major part dels seus treballs continuen en la col·lecció familiar del castell de Sypesteyn.

## Galeria

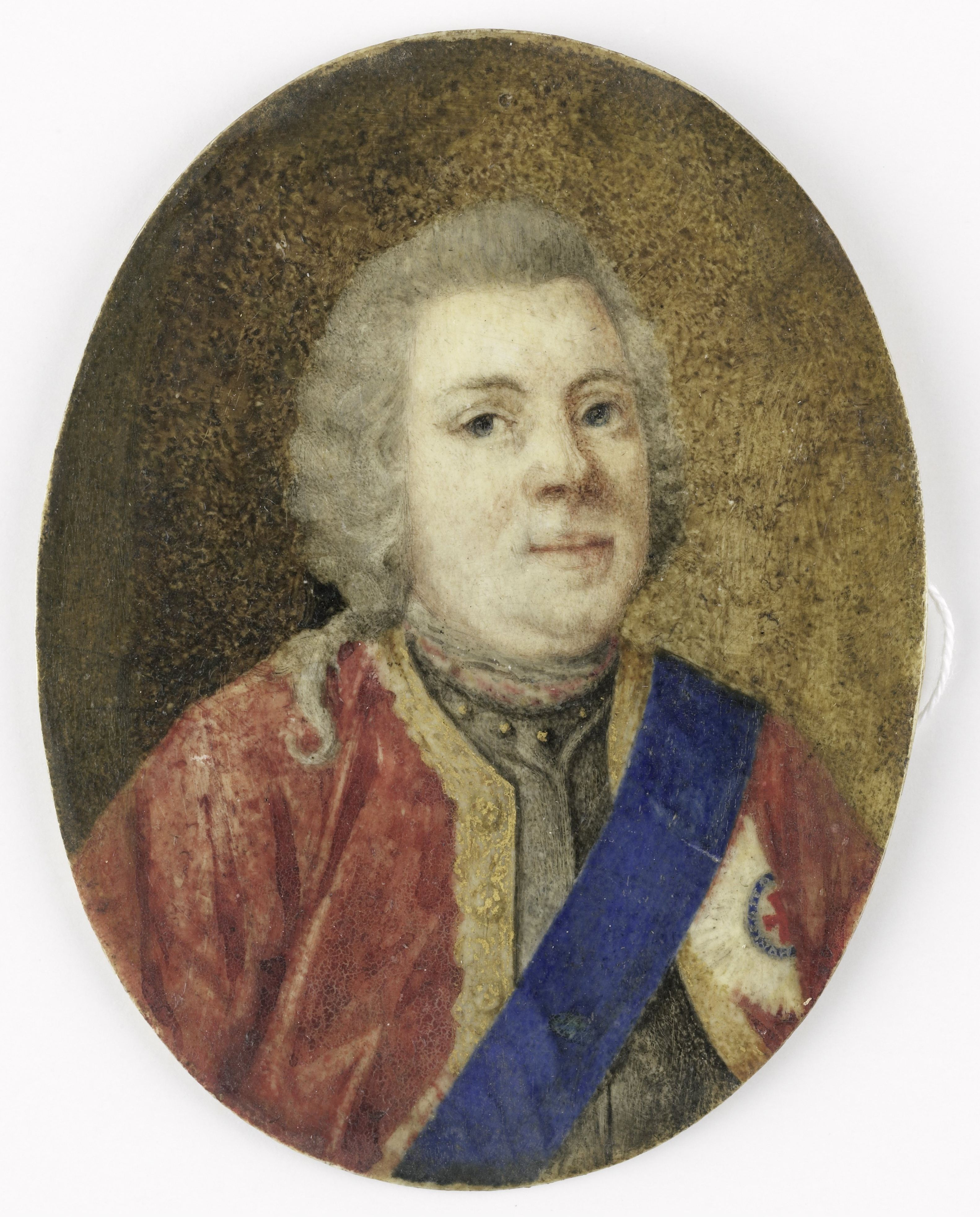
Retrat de Príncep Guillem IV. Rijksmuseum
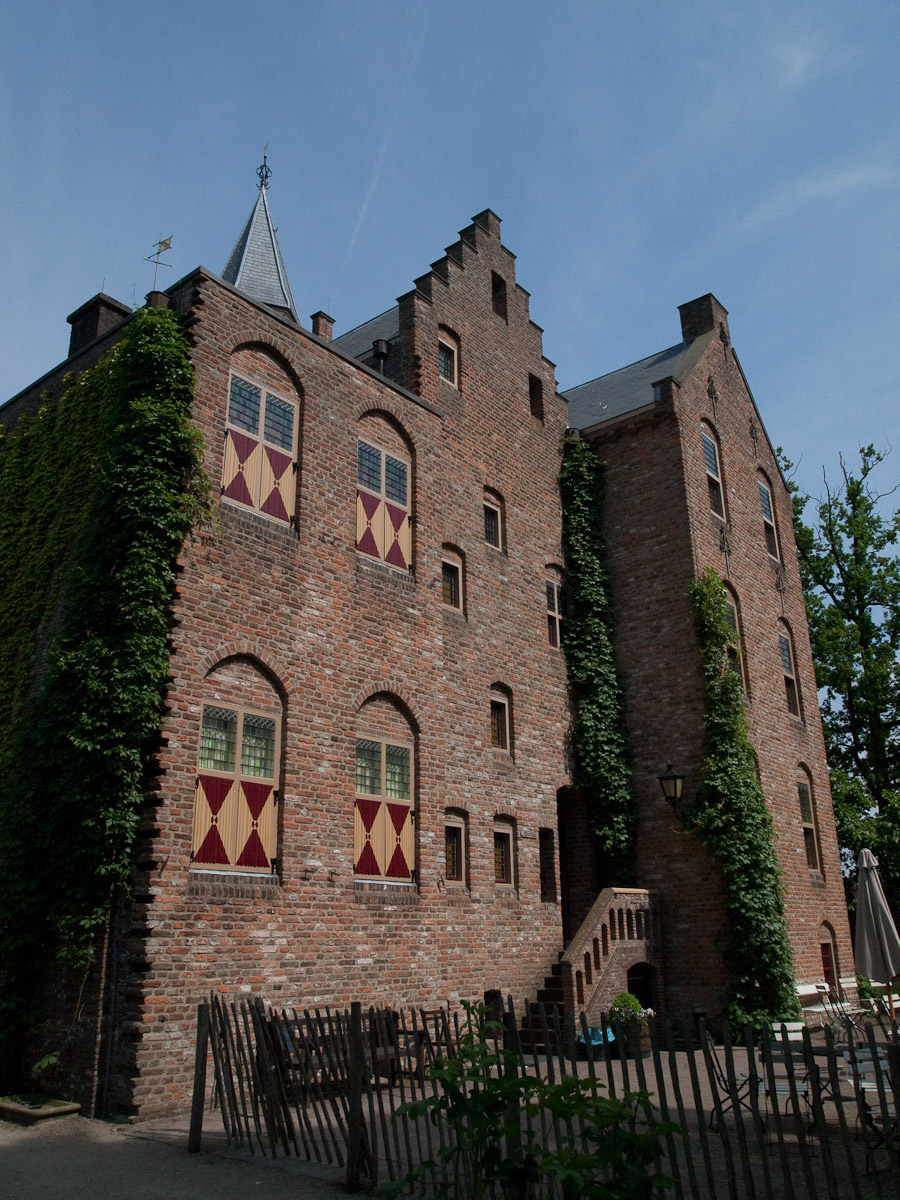
Castell de Sypesteyn
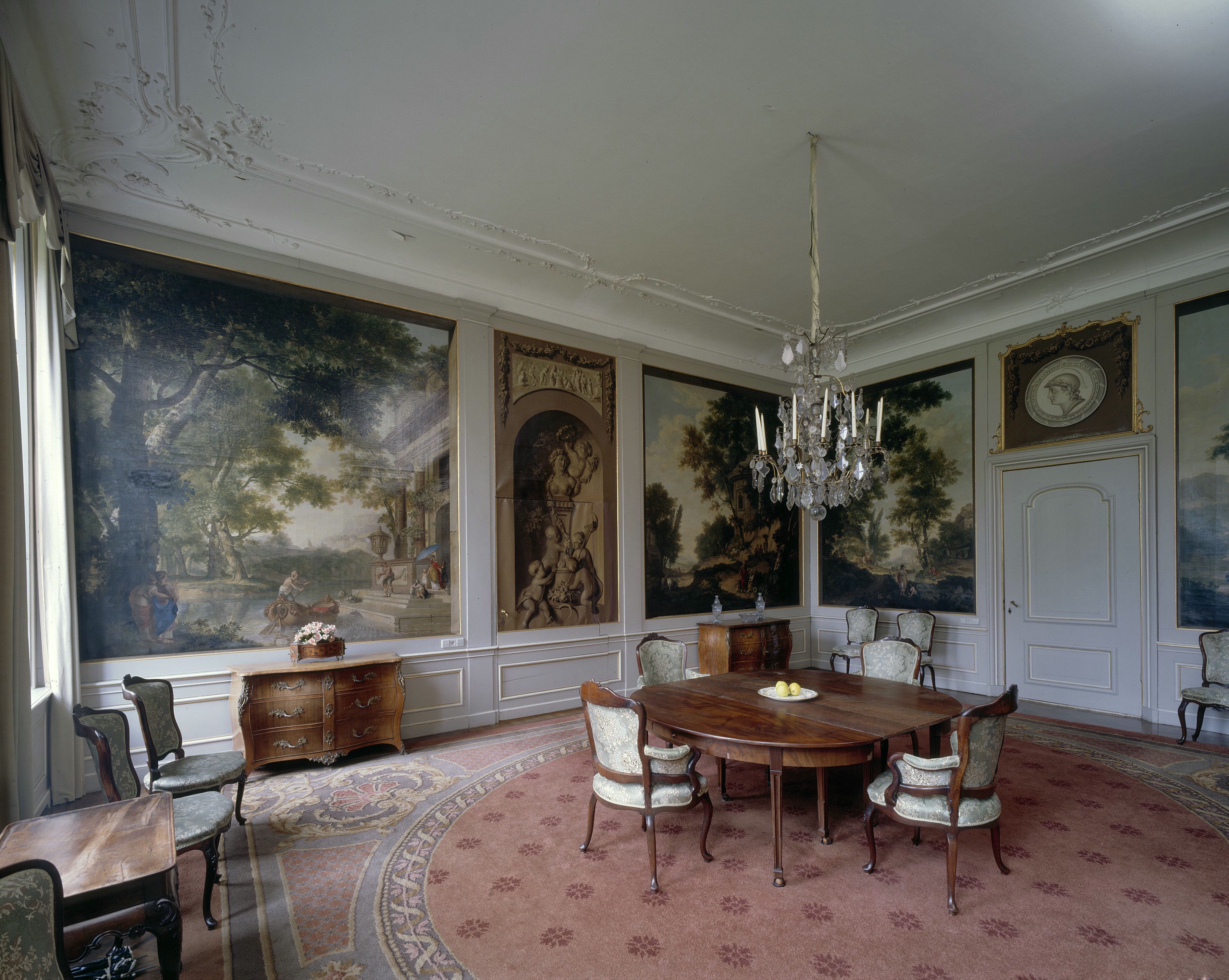
Les parets del menjador de l'última residència, pintades per Andriessen.